# Racopilum pacificum
Racopilum pacificum är en bladmossart som beskrevs av Bescherelle 1898. Racopilum pacificum ingår i släktet Racopilum och familjen Racopilaceae. Inga underarter finns listade i Catalogue of Life.